# Team Training
Team Training ist das Training in Teams mit dem Ziel, die Leistungsfähigkeit des Teams insgesamt zu verbessern. Hierzu werden aber im Gegensatz zu individuellem Training nicht persönliche Fähigkeiten und Kompetenzen entwickelt, sondern Prozesse innerhalb des Teams, beispielsweise Kommunikation, Konfliktverhalten, Leistung und Ähnliches. Obwohl Team-Training in Mannschaftssportarten schon lange üblich ist, sind wissenschaftliche Untersuchungen der Auswirkungen von Interaktion und Verhalten verhältnismäßig neu. Neben den Fähigkeiten und Kenntnissen beeinflussen die mentalen Modelle eines Teams die Leistungsfähigkeit. Hierunter werden geteilte Annahmen über die Rollen und Funktionen innerhalb des Teams verstanden, die gemeinsam vereinbarten Arbeitsabläufe und die verwendeten Materialien.
Ähnlich wie „Singletrail“ oder „Handy“, ist „Team Training“ kein englischer Begriff; im Englischen wird der Ausdruck „team building course“ o. Ä. verwendet.

## Methoden des Trainings
Cannon-Bower und Salas nennen die folgenden Methoden des Teamtrainings:
- Cross Training[3][4] – Teammitglieder müssen verschiedene Rollen erfüllen, so dass Redundanzen in Fähigkeiten und Kenntnissen entstehen.
- Angeleitete Team-Selbst-Korrektur[3] – Entwicklung der Fähigkeiten zur Selbstkorrektur, um dem Team Korrektive zu vermitteln.
- Team Koordination und Adaptions Training[3] – Entwicklung der Fähigkeit mit Stress umzugehen.

Neben diesen Team-Disziplinen wird auch die individuelle Entwicklung von Fähigkeiten genannt, die der Selbstbehauptung der Team-Mitglieder und der Leitungsfunktion im Team dienen:
- Selbstbehauptungstraining – individuelle Entwicklung von Kompetenzen, um mit den Team-Prozessen umgehen zu können.
- Teamleitertraining – individuelle Entwicklung von Führungsfähigkeiten.

## Bewertung
Eine von Salas et al. veröffentlichte Metaanalyse kam zu dem Ergebnis, dass Cross-Training sowie Team Koordination und Adaptions Training schwache bis mittlere Effekte zeigen. Das angeleitete Team-Selbst-Korrektur Training und das Selbstbehauptungstraining zeigten beide nur schwache Effekte.
Insgesamt zeigte sich, dass es sich lohnt, Team Trainings durchzuführen.